# Toyotomi
Toyotomi (豊富町?) è una cittadina giapponese della prefettura di Hokkaidō.